# الحوطة (المخادر)

تعديل مصدري - تعديل

الحوطة محلة تابعة لقرية عساب، التابعة لعزلة المحرم بمديرية المخادر إحدى مديريات محافظة إب في الجمهورية اليمنية، بلغ تعداد سكانها 80 حسب تعداد اليمن لعام 2004.